# 莫埃达
莫埃达是巴西米纳斯吉拉斯州的一个市镇。总面积154.228平方公里，总人口4506人，人口密度29.2人/平方公里。